# Горбоконик (фільм, 1941)
«Горбоко́ник» (рос. Конёк-горбунок) — радянський кольоровий художній фільм-казка, поставлений на кіностудії «Союздитфільм» в 1941 році режисером Олександром Роу за мотивами однойменної казки Петра Єршова і російських народних казок. Фільм знятий за двокольоровою технологією методом «Біпак», розробленою в лабораторії кольорових зображень НІКФІ в 1931 році. Прем'єра фільму в СРСР відбулася 31 липня 1941 року.

## Сюжет
За морями, за горами живе красуня Зоря-Зоряниця. Про неї мріє селянський син Іван. Але дівчину збирається взяти в дружини старий і злий цар Афрон. Одного разу вночі Іван ловить на своєму полі казкову кобилицю. В її гриві він знаходить чарівне перо Жар-птаха. За допомогою пера Іван стає володарем двох коней із золотими хвостами й дивовижного Горбоконика, що став вірним другом і мудрим порадником Івана. Цар Афрон купує коней, а Івана бере до себе головним конюхом. Царський спальник Чіхір в образі на Івана і тому вночі краде у нього перо Жар-птаха, яке опиняється в руках у царя. Іван отримує від Афрона наказ — за три дні і три ночі знайти Зорю-Зоряницю і доставити її до палацу. Відправившись на пошуки красуні, він потрапляє в засідку лісових розбійників, але рятується від загибелі завдяки зграї вовків і Горбоконика. Того часу Чудо-юдо на прізвисько Риба-кит проковтує кораблі, на одному з яких опиняється родичка Місяця Зоря-Зоряниця. Місяць вступає в конфлікт з морським царем і навіть змушений звернутися по допомогу до Івана. Іван спускається на саме дно моря і передає підводному владиці ультиматум. Морський цар наказує чудовиську випустити на волю проковтнуті ним судна. Іван, виконавши доручення Місяця, доставляє Зорю-Зоряницю до царя Афрона. Красуня обіцяє царю вийти за нього заміж, якщо він скупається в киплячому молоці і перетвориться після цього в прекрасного юнака. Придворні радять перш випробувати цей засіб на Івані. Горбоконик допомагає Івану витримати випробування, і останній стає гарніше колишнього. Цар наслідує приклад Івана, але гине. Придворні в страху розбігаються. Іван одружується з Зорею-Зоряницею.

## У ролях
- Петро Алейников —  Іван
- Марина Ковальова —  Зоря-Зоряниця
- Веніамін Гут —  цар Афрон
- Георгій Мілляр —  царський спальник Чіхір / сказитель / розбійник
- Лев Потьомкін —  Цап-Царап
- Михайло Трояновський —  старинушка
- Олександр Жуков —  Данило
- Микола Горлов —  Гаврило
- Олександр Тімонтаев —  морський цар
- Нінель Урусова —  ключниця Домнушка
- Тарас Алейников —  епізод

## Знімальна група
- Автор сценарію — Володимир Швейцер
- Режисер-постановник — Олександр Роу
- Оператори-постановники — Борис Монастирський, С. Антипов
- Композитор — Леонід Половинкин
- Текст пісень — Олексій Сурков
- Виконавець пісень — Георгій Виноградов
- Художник-постановник — Олексій Уткін
- Режисер — Леонід Альцев
- Помічник режисера — А. Райх
- Шуми — В. Лукін
- Цветооператор — Георгій Рейсгоф
- Оператори — С. Казаров, С. Шер
- Звукооператор — Микола Озорнов
- Диригент — Давид Блок
- Художники — Ю. Лупандін, Л. Блатова, А. Шелапутіна, А. Нікулін, М. Звонарьов, Л. Бойкова
- Художник-гример — А. Іванов
- Монтажер — Ксенія Блінова
- Художник комбінованих зйомок — Володимир Нікітченко
- Пиротехник — А. Меєров
- Асистенти режисера — Ю. Фрадкін, В. Куклін
- Асистенти оператора — Г. Левчікова, А. Цобель
- Асистент звукооператора — А. Певзнер
- Дресирування коней — К. Дмитрієв
- Адміністративна група — М. Альперович, А. Цверік
- Директор — Г. Харламов
- Художній керівник студії — Сергій Юткевич